# Karim Leklou
Karim Leklou (Sèvres, Altos del Sena; 20 de junio de 1982) es un actor francés.

## Biografía
Karim Leklou nació el 20 de junio de 1982 en Sèvres, en Altos del Sena. Hijo de un almacenista de origen argelino y de una madre recepcionista bretona, creció en Saint-Cyr-l'École (Yvelines).
Amante del cine desde niño, tuvo su primera experiencia con el cine al ver, a los diez años, Haz lo correcto de Spike Lee. Posteriormente, mientras realizaba pequeños trabajos, consiguió su primer papel en la pantalla en la cinta nominada al Óscar a mejor película internacional Un profeta (2009), de Jacques Audiard.
En el Festival de Cannes 2022, presenta Goutte d'Or de Clément Cogitore en una proyección especial en la Semana de la Crítica. Por esta película recibió el premio al mejor actor en el Festival Internacional de Cine de Hainan. Ese mismo año presentó en el Festival de Cine de Venecia, en la sección Orizzonti, Pour la France de Rachid Hami, por la que obtuvo el premio al mejor actor en el Festival de Cine de Sarlat unos meses después.

## Filmografía

#### Largometrajes
- Un profeta (2009)
- Secretario judicial (2009)
- El nombre de las personas (2010)
- Sin cola ni cabeza (2010)
- Hombres libres (2011)
- Los gigantes (2011)
- La fuente de las mujeres (2011)
- 11,6 (2013)
- Suzanne (2013)
- Grand Central (2013)
- Tigre bebé (2014)
- Sous X (2014)
- Los anarquistas (2015)
- Golpe de calor (2015)
- Ver el país (2016)
- Toril (2016)
- Reparando los vivos (2016)
- Huérfano (2016)
- Si vieras su corazón (2017)
- El mundo es tuyo (2018)
- Jugadores (2018)
- BAC Nord (2020)
- La Tercera Guerra (2021)
- Un mundo (2022)
- Goutte d'Or (2022)
- Es mi hombre (2022)
- Para Francia (2022)
- Tiempo muerto (2023)
- Vicente debe morir (2023)
- Corazones rotos (2024)
- La historia de Jim (2024)